# えにわ・ちとせ版
えにわ・ちとせ版（ - ばん）は、えにわ・ちとせ情報紙が刊行していた恵庭市と千歳市内情報を掲載するタブロイド判地域情報紙。朝日新聞北海道支社と日刊スポーツ、朝日新聞千歳・恵庭市内店主会の協力を得て、毎週木曜日に発行。発行部数は1万部。配布方法は朝日新聞への折込み。フリーペーパーとして、恵庭・千歳市内の商業施設などで設置配布もしていた。「えにわ・ちとせ情報紙」発行。2015年休刊した。

## 沿革
- 2008年4月3日 - 創刊」[1]。ブランケット版、1面カラー2面モノクロ。
- 2009年1月3日 - 創刊から初の4面構成で新年号を発刊。
- 2010年3月11日 - 創刊100号を発刊。
- 2012年2月2日 - 創刊200号を発刊。
- 2012年 - 日本新聞協会地域貢献大賞「地域貢献賞」受賞[2]
- 2013年11月8日 - 恵庭のコミュニティFM放送局「FM e-niwa」でラジオ番組配信開始[3]。
- 2014年1月1日 - 元旦合併号が創刊300号を数える。
- 2014年4月3日 - 313号で、創刊から6年。
- 2014年5月1日 - 317号から、タブロイド判にリニューアル。愛称を「NEWSAR」とする。
  - 【newsar（ネウサル）】は「（話などを）ゆっくり楽しむ」という意味のアイヌ語[4]を基にした愛称。[5]
- 2015年5月25日 - 371号から、さらにリニューアル。店舗紹介などに特化した内容となる。また、発行日を毎月5・15・25日として旬刊誌となる。朝刊休刊日のときは、翌日発行（例：2015年6月15日）。
- 2015年6月25日 - 374号発行。翌月の7月5日に375号は発行されず、実質的に廃刊となっている。